# Fibrosi cistica
La fibrosi cistica (abbreviata spesso come FC, detta anche mucoviscidosi o malattia fibrocistica del pancreas) è una malattia genetica trasmessa con modalità autosomica recessiva, causata da una mutazione nel gene CFTR, il quale codifica per una proteina che funziona come canale per il cloro detta CFTR (Cystic Fibrosis Transmembrane conductance Regulator). La fibrosi cistica è la malattia genetica ereditaria mortale più comune nella popolazione caucasoide.
La sintomatologia, che coinvolge differenti organi interni, è riconducibile all'anomalia nell'escrezione del cloro, normalmente mediata dalla proteina codificata dal gene CFTR. Tale alterazione porta alla secrezione di muco molto denso e viscoso e quindi poco scorrevole. La conseguente ostruzione dei dotti principali provoca i sintomi principali (comparsa di infezioni polmonari ricorrenti, insufficienza pancreatica, steatorrea, cirrosi epatica, ostruzione intestinale e infertilità maschile).

## Aspetti generali
Il gene CFTR (Cystic Fibrosis Transmembrane conductance Regulator) è un gene localizzato sul braccio lungo del cromosoma 7, nella regione sub-cromosomica 7q31.2 e codifica per una proteina di 1 480 aminoacidi situata sulla membrana cellulare delle cellule epiteliali. Tale proteina trasporta fisiologicamente gli ioni cloruro attraverso le membrane cellulari a livello della membrana apicale delle cellule epiteliali di vie aeree, pancreas, intestino, ghiandole sudoripare, ghiandole salivari e vasi deferenti.
Gli individui affetti da fibrosi cistica presentano mutazioni sul gene CFTR. Sono state individuate quasi 2 000 mutazioni nel gene responsabile di questa malattia, delle quali 150 circa sono riconosciute come causa di malattia e solo poche decine sono responsabili della maggior parte dei casi di fibrosi cistica. La più frequente nella popolazione di origine caucasica è una delezione di 3 nucleotidi (CTT), che provoca la perdita dell'aminoacido fenilalanina codificato dal codone 508 (la mutazione è detta "delta F508").
La manifestazione piena della patologia si verifica soltanto negli individui omozigoti (che presentano cioè mutazioni in entrambi gli alleli del gene CFTR). In tali individui l'alterazione della secrezione da parte delle cellule epiteliali di ioni cloro porta a un conseguente maggior riassorbimento di sodio e acqua (da cui il muco più secco). Negli eterozigoti vi è solo una leggera sintomatologia: questi presentano un bilancio ionico funzionale, ma espellono più difficilmente acqua dalle cellule.

## Storia

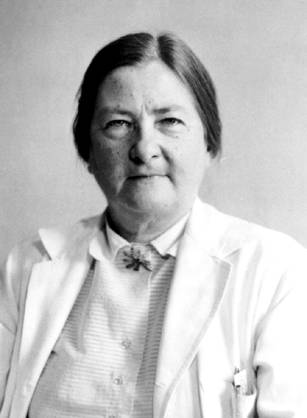
Dorothy Hansine Andersen, nel 1938 descrisse per prima la malattia

Si suppone che la fibrosi cistica sia apparsa nel XXXI secolo a.C. circa a causa della migrazione di popoli, delle mutazioni genetiche e delle nuove condizioni di nutrimento. Anche se l'intero spettro clinico della malattia non è stato riconosciuto fino al 1930, alcuni aspetti della patologia erano stati individuati molto prima. In effetti, in uno scritto del XVIII secolo è riportato: 
Ciò dimostra l'associazione tra la perdita di sale e la malattia.
Nel XIX secolo, Karl von Rokitansky descrisse un caso di morte fetale con peritonite da meconio, una complicazione di ileo da meconio associato alla fibrosi cistica. L'ileo da meconio è stato descritto nel 1905 da Karl Landsteiner. Nel 1936, Guido Fanconi pubblicò un documento che descriveva una connessione tra la celiachia, la fibrosi cistica del pancreas e le bronchiectasie.
Nel 1938 Dorothy Hansine Andersen pubblicò un articolo, dal titolo: "Fibrosi cistica del pancreas e suo rapporto con la celiachia: uno studio clinico e patologico", sull'American Journal of Diseases of Children. Fu la prima a descrivere le caratteristiche della fibrosi cistica del pancreas e a correlarla con le manifestazioni intestinali e polmonari. Inoltre, per prima ipotizzò che la fibrosi cistica fosse una malattia recessiva e che fosse possibile utilizzare la sostituzione degli enzimi pancreatici per curare i bambini colpiti. Nel 1952 Paul di Sant'Agnese scoprì anomalie negli elettroliti nel sudore. Un test del sudore è stato sviluppato e migliorato nel corso del decennio successivo.
Nel 1989 Lap-Chee Tsui ha guidato un team di ricercatori presso l'Hospital for Sick Children di Toronto, che ha portato alla scoperta del gene responsabile della malattia. La fibrosi cistica rappresenta la prima patologia genetica chiarita rigorosamente dal processo di genetica inversa.

## Epidemiologia
| Mutazione       | Frequenza nel mondo |
| --------------- | ------------------- |
| ΔF508           | 66%–70%             |
| G542X           | 2,4%                |
| G551D           | 1,6%                |
| N1303K          | 1,3%                |
| W1282X          | 1,2%                |
| Tutti gli altri | 27,5%               |

La fibrosi cistica è la più comune malattia autosomica recessiva tra le persone di etnia caucasica. Negli Stati Uniti, circa 30 000 persone ne sono affette. La maggior parte dei casi viene diagnosticata a partire dai sei mesi di età. In Canada, vi sono circa 3 500 persone affette da fibrosi cistica. Circa 1 persona su 25 di discendenza europea e una su 30 degli americani caucasici è un portatore di una mutazione che causa la fibrosi cistica. Anche se la condizione è meno comune in questi gruppi, circa 1 su 46 ispanici, 1 su 65 africani e 1 su 90 asiatici hanno almeno un allele del gene CFTR mutato. L'Irlanda presenta la più alta incidenza al mondo di fibrosi cistica: 1 su 1 353 individui.
Anche se è una malattia rara, la fibrosi cistica è classificata come una delle malattie genetiche più frequenti in grado di accorciare la vita. È più comune tra le nazioni del mondo occidentale. Un'eccezione è la Finlandia, dove si riscontra solamente una su 80 persone portatori di una mutazione della condizione. Negli Stati Uniti, 1 su 4 000 bambini nascono con la fibrosi cistica. Sempre negli Stati Uniti, nel 1997, circa 1 su 3 300 bambini caucasici è nato con la malattia. Al contrario, solo 1 su 15 000 bambini afro-americani soffriva di tale condizione, negli americani asiatici il tasso era ancora più basso: 1 su 32 000.
La fibrosi cistica si riscontra nei maschi e nelle femmine allo stesso modo. Per ragioni non ancora chiare, i dati hanno dimostrato che i maschi tendono ad avere una speranza di vita più lunga rispetto alle femmine, tuttavia studi recenti suggeriscono che questo divario non esiste più, probabilmente ciò è dovuto al miglioramento dei servizi sanitari, mentre un recente studio irlandese ha individuato un legame tra l'ormone femminile estrogeno e peggiori condizioni della malattia.
La distribuzione degli alleli della fibrosi cistica varia tra le popolazioni. La frequenza di portatori ΔF508 è stata stimata in 1:200 nel Nord della Svezia, in 1:143 in Lituania e 1:38 in Danimarca. ΔF508 si verifica in Finlandia, ma è un allele in minoranza. La fibrosi cistica si verifica in solo venti famiglie finlandesi.

## Eziologia

La fibrosi cistica è un esempio di malattia autosomica recessiva

La fibrosi cistica è causata da una mutazione nel gene Cystic Fibrosis Transmembrane Regulator (CFTR). La mutazione più comune, ΔF508, è una delezione (Δ significante soppressione) di tre nucleotidi che si traduce in una perdita di fenilalanina nella posizione 508a della proteina. Questa mutazione si riscontra nei due terzi (66-70%) di tutti i casi mondiali di fibrosi cistica e il 90% dei casi negli Stati Uniti. Tuttavia, vi sono più di 1 500 ulteriori mutazioni che possono condurre alla malattia. Anche se la maggior parte delle persone hanno due copie (alleli) del gene CFTR, una sola è necessaria per evitare la condizione. La fibrosi cistica si sviluppa quando non vi è alcun allele in grado di produrre una proteina CFTR funzionale. Così la fibrosi cistica è considerata una malattia autosomica recessiva.
Il gene CFTR si trova al locus q31.2 del cromosoma 7, è composto da 230 000 paia di basi e crea una proteina che è lunga 1 480 aminoacidi. In particolare, la posizione è posta tra le 117 120 016 e le 117 308 718 paia di basi sul braccio lungo del cromosoma 7, regione 3, banda 1, sottobanda 2, rappresentato come 7q31.2. Strutturalmente, il gene CFTR è un tipo di gene noto come gene ABC. Il prodotto di questo gene è un canale di ione cloruro importante nella produzione di sudore, dei succhi digestivi e dell'espettorato.

### Genotipo e fenotipo
Vi è una certa correlazione tra la mutazione (genotipo) e le manifestazioni cliniche della malattia (fenotipo). La grande variabilità delle manifestazioni e la gravità della malattia sono legate alle molteplici mutazioni nel gene CFTR.
La penetranza è di solito del 100% degli omozigoti con mutazioni gravi, ma la gravità della malattia è variabile con forme più lievi, senza insufficienza pancreatica o con moderata insufficienza respiratoria.
L'omozigosi ΔF508/ΔF508 è associata con la forma classica della malattia, con un aumento degli elettroliti nel sudore, insufficienza pancreatica e polmonare spesso di forma grave. Alcune mutazioni causano la compromissione di più funzionalità e altri studi epidemiologici mostrano popolazioni differenti con differenti mutazioni, così che le mutazioni ΔF508/R117H, ΔF508/ΔI507, KBC-10 ΔF508/3849 → T e G-5 ΔF508/2789 → A hanno un tasso di mortalità inferiore all'omozigosi F508. Le mutazioni ΔF508/R117H, ΔF508/ΔI507, F508 / 3849 10 KBC → T, G-5 ΔF508/2789 → A ΔF508/A455E hanno manifestazioni fenotipiche minori.
Genotipi esistenti:
| Coppia di mutazioni                   | Frequenza |
| ------------------------------------- | --------- |
| ΔF508 - ΔF508 (omozigosi)             | 50%       |
| ΔF508 - altre mutazioni (eterozigosi) | 40%       |
| Altre mutazioni - altre mutazioni     | 10%       |

## Segni e sintomi

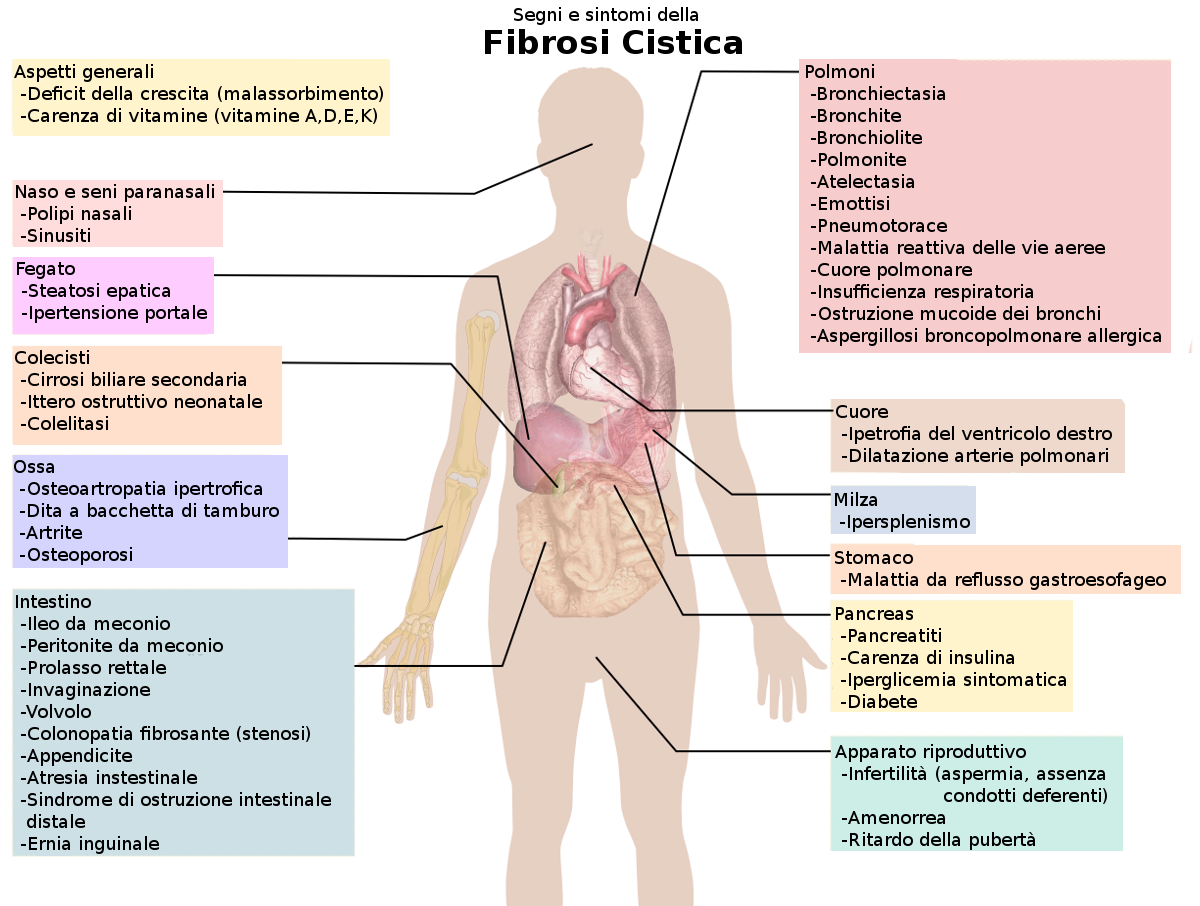
Manifestazioni cliniche della fibrosi cistica

I segni distintivi della fibrosi cistica sono pelle salata, scarsa crescita e scarso aumento di peso nonostante una normale assunzione di cibo, accumulo di muco denso e appiccicoso, infezioni polmonari frequenti e tosse o mancanza di respiro. I maschi possono non essere fertili a causa dell'assenza congenita dei vasi deferenti. I sintomi spesso compaiono durante l'infanzia, come l'ostruzione intestinale a causa di ileo patologico da meconio nei neonati.
Quando i bambini crescono, vi sono complicanze nel rilascio del muco negli alveoli. Le cellule ciliate epiteliali del paziente hanno una proteina mutata che porta alla produzione di muco anormalmente viscoso. La scarsa crescita nei bambini si presenta tipicamente come l'incapacità di aumentare di peso o di altezza rispetto ai loro coetanei. Spesso la condizione non viene diagnosticata fino a quando non si cercano le cause di questa scarsa crescita. Le cause della mancata crescita sono multifattoriali e comprendono l'infezione polmonare cronica, il cattivo assorbimento delle sostanze nutrienti attraverso il tratto gastrointestinale e l'aumento della domanda metabolica a causa dello stato cronico di malattia.
In rari casi, la fibrosi cistica può manifestarsi come un disturbo della coagulazione del sangue. I bambini piccoli sono particolarmente sensibili ai disturbi da malassorbimento di vitamina K perché solo una piccola quantità di questa vitamina attraversa la placenta, lasciando il bambino con riserve molto basse. Poiché i fattori II, VII, IX e X (fattori di coagulazione) sono vitamina K-dipendenti, bassi livelli di essa possono causare problemi.

### Polmoni e seni paranasali

La frequenza dei principali patogeni in FC varia a seconda dell'età.
Verde = Pseudomonas aeruginosa
Marrone = Staphylococcus aureus
Blu = Haemophilus influenzae
Rosso = Burkholderia cepacia

La patologia polmonare è la conseguenza dell'ostruzione delle vie aeree causata dall'accumulo di muco, dalla riduzione della clearance mucociliare e dall'infiammazione. L'infiammazione e l'infezione causano lesioni e cambiamenti strutturali per i polmoni, portando a una varietà di sintomi. Nelle fasi iniziali, tosse incessante, produzione abbondante di espettorato e ridotta capacità polmonare, sono condizioni comuni. Molti di questi sintomi si verificano quando i batteri, che normalmente abitano l'espettorato denso, crescono fuori controllo e causano polmonite.
Nelle fasi successive, i cambiamenti nella struttura del polmone, come le patologie delle vie aeree principali (bronchiectasie), aggravano ulteriormente le difficoltà nella respirazione. Altri sintomi includono tosse con sangue (emottisi), alta pressione sanguigna nei polmoni (ipertensione polmonare), insufficienza cardiaca, difficoltà a ottenere abbastanza ossigeno (ipossia) e insufficienza respiratoria che richiede il supporto con maschere respiratorie.
Staphylococcus aureus, Haemophilus influenzae e Pseudomonas aeruginosa sono i tre organismi più comuni che causano infezioni polmonari nei pazienti con la fibrosi cistica. Oltre alle tipiche infezioni batteriche, le persone con la condizione, solitamente, sviluppano altri tipi di malattie polmonari. Tra queste l'aspergillosi broncopolmonare allergica, in cui la risposta del corpo al comune fungo Aspergillus fumigatus provoca un peggioramento dei problemi respiratori. Un'altra patologia è l'infezione da Mycobacterium avium complex (MAC), un gruppo di batteri legati alla tubercolosi, che possono causare danni ai polmoni e non rispondono agli antibiotici comuni.
Il muco presente nei seni paranasali è ugualmente denso e può anche causare il blocco dei passaggi, con conseguente infezione. Questo può causare dolore facciale, febbre, scolo nasale, cefalea e aumentare le difficoltà respiratorie. Soggetti con fibrosi cistica possono sviluppare crescita eccessiva del tessuto nasale (poliposi naso-sinusale) a causa di infiammazione da infezioni croniche dei seni. Polipi ricorrenti possono verificarsi in circa il 10% al 25% dei pazienti affetti da fibrosi cistica.
Le complicanze cardiorespiratorie sono la causa più comune di morte (~ 80%) nei pazienti affetti dalla condizione.

### Segni e sintomi gastrointestinali
Prima dello screening prenatale e neonatale, la fibrosi cistica era spesso diagnosticata quando un neonato non era in grado di espellere le feci (meconio). Il meconio può bloccare completamente l'intestino e causare gravi malattie. Questa condizione, detta ileo da meconio, si verifica nel 5-10% dei neonati con fibrosi cistica. Inoltre, la protrusione della membrana interna rettale (prolasso rettale) è più comune, e si verifica in circa il 10% dei bambini affetti dalla condizione, ed è causata da un aumento del volume fecale, dalla malnutrizione e da una maggiore pressione intra-addominale causata dalla tosse.
Il muco denso nei polmoni ha una controparte in secrezioni dense da parte del pancreas, un organo incaricato di fornire i succhi digestivi che aiutano a scindere il cibo. Queste secrezioni esocrine bloccano il movimento degli enzimi digestivi nel duodeno e provocano danni irreversibili al pancreas, spesso sfociando in una dolorosa infiammazione (pancreatite). Nei casi più gravi e avanzati, i dotti pancreatici appaiono atrofici.
La mancanza di enzimi digestivi porta a difficoltà di assorbire i nutrienti, con la loro successiva escrezione nelle feci, un disturbo noto come malassorbimento. Il malassorbimento porta alla malnutrizione e alla scarsa crescita. L'ipoproteinemia risultante può essere abbastanza grave da provocare edema generalizzato. Gli individui affetti da fibrosi cistica hanno anche difficoltà di assorbire le vitamine liposolubili A, D, E e K.
Oltre ai problemi del pancreas, le persone con fibrosi cistica lamentano bruciore di stomaco, blocco intestinale da intussuscezione e costipazione. Gli individui anziani affetti da fibrosi cistica possono sviluppare ostruzione intestinale distale a causa delle feci ispessite.
L'insufficienza pancreatica esocrina si verifica nella maggior parte (dall'85% al 90%) dei pazienti con fibrosi cistica. È principalmente associata con "gravi" mutazioni del gene CFTR, in cui entrambi gli alleli sono completamente non funzionali (p. es. ΔF508/ΔF508). Si verifica nel 10-15% dei pazienti con una mutazione "grave" e una "media" del gene CFTR, dove c'è ancora un po' di attività dell'CFTR o dove vi sono due "medie" mutazioni. In questi casi più lievi, vi è ancora sufficiente funzione esocrina del pancreas in modo che la supplementazione di enzimi non sia necessaria.
Le secrezioni dense inoltre possono causare problemi al fegato. La bile secreta per aiutare la digestione può bloccare i dotti biliari, causando danni epatici. Nel corso del tempo, questo può portare a cicatrici e nodularità (cirrosi). Il fegato non riesce a liberare il sangue dalle tossine e non sintetizza le proteine importanti, come quelle responsabili della coagulazione del sangue. Le patologie epatiche sono la terza causa più comune di morte correlata alla fibrosi cistica.

### Sistema endocrino

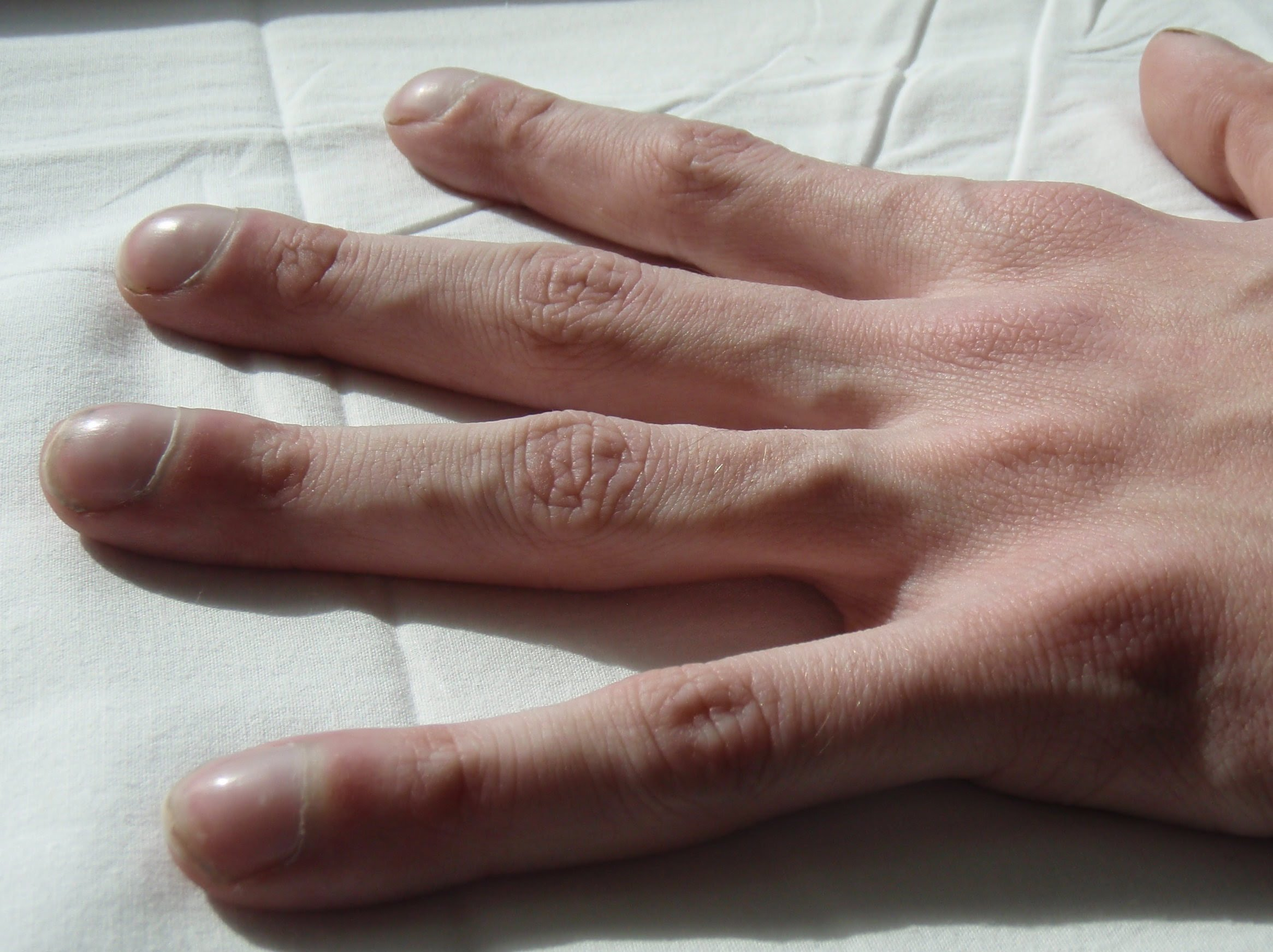
Dita ippocratiche in un paziente affetto da fibrosi cistica

Il pancreas contiene le isole di Langerhans, che sono responsabili della produzione di insulina, un ormone che aiuta a regolare il glucosio nel sangue. I danni del pancreas possono portare alla perdita delle cellule insulari, causando una forma di diabete caratteristica degli affetti di fibrosi cistica. Ciò è una delle più importanti complicanze non polmonari della malattia.
La vitamina D è coinvolta nella regolazione del calcio e del fosfato. Lo scarso assorbimento della vitamina D nella dieta, a causa del malassorbimento, può portare a osteoporosi, una condizione in cui le ossa indebolite sono più soggette a fratture. Inoltre, le persone con fibrosi cistica sviluppano spesso le cosiddette dita ippocratiche a causa del basso tenore di ossigeno nei loro tessuti.

### Infertilità
L'infertilità colpisce sia uomini sia donne. Almeno il 97% degli uomini affetti da fibrosi cistica sono infertili, ma non sterili e possono avere figli con tecniche di procreazione assistita. La principale causa di infertilità negli uomini affetti da fibrosi cistica è l'assenza congenita dei vasi deferenti (che normalmente connettono i testicoli ai dotti eiaculatori del pene), ma potenzialmente vi possono essere anche ulteriori problemi che possono causare azoospermia, teratospermia e oligoastenospermia.
Alcune donne hanno difficoltà di procreazione a causa dell'ispessimento del muco cervicale o per via della malnutrizione. Nei casi più gravi, la malnutrizione interrompe l'ovulazione e causa amenorrea.

## Diagnosi

La posizione del gene CFTR sul cromosoma 7

La fibrosi cistica può essere diagnosticata grazie a molti metodi diversi, tra cui lo screening neonatale, il test del sudore e test genetici. A partire dal 2006 negli Stati Uniti, il 10% dei casi vengono diagnosticati poco dopo la nascita nel quadro di programmi di screening neonatale. Il test inizia con la valutazione della concentrazione sanguigna del tripsinogeno immunoreattivo. Ai neonati con un dosaggio anormale viene effettuato un test del sudore per confermare la diagnosi di fibrosi cistica. I livelli di tripsinogeno possono risultare aumentati negli individui che hanno una sola copia mutata del gene CFTR o, in rari casi, in individui con due copie normali del gene CFTR. A causa di questi falsi positivi, l'utilità dello screening della fibrosi cistica nei neonati è controversa.
La maggior parte degli Stati non effettua screening di routine al momento della nascita, di conseguenza, la maggior parte delle persone ricevono una diagnosi dopo che si sono manifestati i sintomi. La forma più comunemente usata per la diagnosi è il test del sudore. Esso comporta l'applicazione di un farmaco che stimola la sudorazione (pilocarpina). Il sudore risultante viene poi raccolto su carta o in un tubo capillare e analizzato per valori anomali di sodio e cloro. Gli individui affetti da fibrosi cistica hanno alti valori di questi due elementi nel sudore. Al contrario, le persone con fibrosi cistica hanno meno tiocianato e isotiocianato nella loro saliva. La fibrosi cistica può essere anche diagnosticata attraverso l'identificazione di mutazioni nel gene CFTR.
Le persone con la malattia solitamente sono inserite in un registro che permette ai ricercatori e ai medici di monitorare i risultati di salute e individuare i candidati per le sperimentazioni cliniche.

### Test del portatore sano
Ogni persona possiede due copie del gene CFTR, una ereditata dal padre e una dalla madre. Il portatore sano di fibrosi cistica è la persona che ha ereditato una copia normale e una copia mutata (cioè con sequenza di DNA diversa dal normale) del gene CFTR. Non è malato di fibrosi cistica e non manifesta alcun sintomo della malattia. Può però trasmettere la copia mutata del gene ai suoi figli. Si stima che in Italia vi sia un portatore di fibrosi cistica ogni 30 persone circa. Se per caso una coppia è formata da due soggetti entrambi portatori, ciascuno dei due può trasmettere la copia mutata al figlio, che per questo nasce affetto da fibrosi cistica. La coppia di portatori ha a ogni gravidanza il 25% di probabilità che questo accada.
La coppia che sta pianificando di avere figli o ha avviato una gravidanza può ricorrere al test per il portatore per sapere se sono portatori e se hanno quindi rischio di avere figli con fibrosi cistica. Il costo del test è a carico di chi lo chiede; è invece sostenuto dal Servizio Sanitario Nazionale italiano per chi ha casi di fibrosi cistica in famiglia. In alcune regioni italiane, oltre alle persone che hanno parenti con fibrosi cistica, l'agevolazione può essere applicata talvolta a chi ricorre alla procreazione medicalmente assistita in centri pubblici o convenzionati. La Società Italiana Fibrosi Cistica ha realizzato e diffuso un documento rivolto ai medici e ai sanitari in generale per favorire la richiesta, l'uso appropriato e la corretta interpretazione dei risultati del test genetico in fibrosi cistica. Negli USA L'American College of Obstetricians and Gynecologists ha da tempo raccomandato il test per le coppie che hanno parenti malati o portatori e intendano avere figli o abbiano una gravidanza in corso. Nel corso degli anni l'offerta del test si è estesa alle coppie della popolazione generale in vari paesi e in alcune regioni italiane si sono realizzati programmi pilota di screening del portatore.
Il test indaga il DNA ottenuto dalle cellule del sangue attraverso un normale prelievo. In alcuni casi possono essere utilizzati anche campioni di saliva o cellule derivanti dalla mucosa della bocca. Nel DNA delle cellule si esegue la ricerca delle mutazioni del gene CFTR. Si conoscono oltre 2 000 mutazioni, di cui circa 400 con dimostrato effetto patogeno. Oggi sono disponibili varie tecniche di genetica molecolare per identificare le mutazioni del gene della fibrosi cistica: i test più semplici (detti di 1º livello) identificano le mutazioni più comuni, mentre i test detti di 2º e 3º livello, che sono più complessi, sono in grado di identificare anche le mutazioni meno frequenti. Nella popolazione italiana, oggi, un test di 1º livello può identificare circa l'85% dei portatori di fibrosi cistica. Per questa ragione, se si risulta positivi al test del portatore si è certamente portatori della mutazione identificata, mentre chi risulta negativo ha una probabilità bassa o bassissima, anche se non esclusa al 100%, di essere portatore, perché potrebbe avere sul gene CFTR una mutazione rara o sconosciuta non inclusa fra quelle identificabili con quell'esame. Si dice che la persona che risulta negativa al test per il portatore ha un minimo "rischio residuo" di esserlo. A oggi nessun test è in grado di identificare tutte le mutazioni possibili nel gene e quindi tutti i portatori. Il test viene spesso eseguito inizialmente su di un'unica persona e, se questa risulta positiva farà il test anche il partner, con una strategia diretta a identificare le coppie di portatori ad alto rischio di avere figli affetti da fibrosi cistica. La Fondazione Ricerca Fibrosi Cistica, ente no-profit che in Italia supporta progetti di ricerca scientifica e iniziative socio-sanitarie nel campo di questa malattia, ha realizzato documenti e siti web a carattere divulgativo allo scopo di diffondere nella popolazione generale la conoscenza della malattia e le informazioni sul test per il portatore.

### Diagnosi prenatale
Le coppie che aspettano un bambino o che stanno pianificando una gravidanza possono richiedere il test per il portatore sano di fibrosi cistica. Se entrambi risultano portatori di una mutazione che causa fibrosi cistica hanno un rischio del 25% di avere un figlio affetto da fibrosi cistica. In caso di gravidanza possono ricorrere alla diagnosi prenatale, che consiste nell'eseguire su cellule di derivazione fetale il test genetico per la ricerca delle mutazioni del gene CFTR. Le cellule fetali vengono ottenute attraverso villocentesi o amniocentesi. La villocentesi consiste nel prelievo, generalmente entro l'undicesima settimana di gravidanza, di un frammento di placenta fetale; l'amniocentesi nel prelievo di una modesta quantità di liquido amniotico (il liquido che avvolge il feto), in genere intorno alla ventesima settimana di gravidanza. Per la coppia di portatori il risultato della diagnosi prenatale può accuratamente diagnosticare o escludere la presenza della fibrosi cistica nel feto, in quanto accerta o esclude la presenza delle mutazioni già identificate nei genitori. Al contrario, se la coppia chiede di eseguire la diagnosi prenatale direttamente sul feto, senza aver fatto prima il test per il portatore, il risultato non è sempre accurato (non è sempre in grado di escludere la presenza della malattia). La diagnosi prenatale è inutile se la coppia ha fatto il test per il portatore e sono risultati entrambi con bassa probabilità di esserlo: il rischio di avere un figlio con fibrosi cistica è bassissimo e nel feto, applicando lo stesso tipo di test eseguito nella coppia, non potrebbe essere identificata nessun'altra mutazione. La diagnosi prenatale non è indicata se la coppia ha fatto il test e uno dei due è risultato portatore e l'altro con bassa probabilità di esserlo: il rischio di avere un figlio malato è basso e lo stesso tipo di test nel feto non potrebbe escludere la malattia. Gli esperti raccomandano di accompagnare sempre la diagnosi prenatale di fibrosi cistica a una consulenza genetica perché i concetti legati al meccanismo con cui si trasmette la malattia, le risposte che la diagnosi prenatale può fornire, le modalità e i tempi delle procedure, non sono sempre di facile comprensione.

## Prognosi
La prognosi per la fibrosi cistica è migliorata grazie alla diagnosi precoce attraverso lo screening, un migliore trattamento e grazie all'accesso alle cure sanitarie. Nel 1959, l'età media di sopravvivenza dei bambini affetti da fibrosi cistica negli Stati Uniti era di sei mesi. Nel 2008, la sopravvivenza media è di 37,4 anni. In Canada, la sopravvivenza media è aumentata dai 24 anni del 1982 a 47,7 anni nel 2007.
Degli individui con fibrosi cistica che hanno più di 18 anni a partire dal 2009, il 92% possedeva il diploma di scuola superiore, il 67% aveva avuto almeno qualche istruzione universitaria, il 15% era considerato disabile e il 9% era disoccupato. Il 56% era single, mentre il 39% era sposato o viveva con un partner. In Russia, prima del 2009, l'età globale mediana dei pazienti era di 25 anni, ciò a causa dalla mancanza o del costo elevato dei farmaci e perché il trapianto di polmone non veniva eseguito.

## Trattamento
Nonostante non vi sia alcuna cura per la fibrosi cistica esistono diversi metodi di trattamento. La gestione della malattia è migliorata in modo significativo nel corso degli ultimi 70 anni. Per i bambini nati oltre 70 anni fa con la condizione sarebbe stato improbabile poter vivere oltre il primo anno, mentre oggigiorno hanno una buona probabilità di raggiungere l'età adulta. I recenti progressi nelle tecniche di trattamento hanno fatto sì che un individuo con la malattia possa trascorrere un'esistenza sempre meno gravata dalla patologia. I capisaldi della gestione sono il trattamento delle infezioni delle vie aeree, l'incoraggiamento in una buona alimentazione e uno stile di vita attivo. La gestione della condizione deve essere protratta per tutta la vita del paziente, ed è volta a massimizzare la funzionalità degli organi e di conseguenza la qualità della vita. Gli obiettivi principali della terapia sono i polmoni, il tratto gastrointestinale (comprensivo della terapia supplementare per gli enzimi pancreatici), gli organi riproduttivi (tra cui tecniche di riproduzione assistita) e il supporto psicologico.
L'aspetto più consistente della terapia della fibrosi cistica è la limitazione e il trattamento del danno polmonare causato dall'espettorato denso e dalle conseguenti infezioni. Antibiotici sono prescritti per trattare le infezioni croniche e acute. Dispositivi meccanici di inalazione e farmaci vengono utilizzati per eliminare il muco ispessito. Queste terapie, pur essendo efficaci, possono risultare particolarmente lunghe per il paziente. Una delle difficoltà più importanti che il paziente deve affrontare è quella di trovare il tempo per seguire le cure prescritte.
Inoltre, terapie come il trapianto e la terapia genica mirano a curare alcuni degli effetti della fibrosi cistica. La terapia genica punta a introdurre il gene CFTR normale delle vie aeree. Vi sono due meccanismi utilizzabili per l'introduzione del gene CFTR: il primo utilizza un vettore virale (l'adenovirus) e il secondo ricorre all'uso dei liposomi.

### Antibiotici
Molti pazienti affetti da fibrosi cistica devono assumere antibiotici costantemente allo scopo di prevenire le infezioni. Gli antibiotici sono assolutamente necessari ogni volta che si sospetta una polmonite o si nota un notevole declino della funzionalità polmonare. Una terapia prolungata può rendere necessario un ricovero in ospedale e l'inserimento di un catetere centrale permanente. La terapia inalatoria con antibiotici come tobramicina, colistina e aztreonam viene spesso prescritta per mesi al fine di migliorare la funzionalità polmonare impedendo la crescita di batteri. Gli antibiotici orali, come la ciprofloxacina o l'azitromicina vengono somministrati per aiutare a prevenire l'infezione o per controllare l'eventuale infezione in corso. Gli antibiotici aminoglicosidici (ad esempio la tobramicina) possono causare la perdita dell'udito, danni al sistema dell'equilibrio nell'orecchio interno o problemi renali a lungo termine. Per evitare il verificarsi di questi effetti collaterali, la quantità di antibiotici nel sangue deve essere misurata di routine e regolata di conseguenza.

### Trapianto di polmone
Il trapianto di polmone può rendersi necessario negli individui affetti da fibrosi cistica, diminuendo la funzionalità polmonare diminuisce la tolleranza allo sforzo. Sebbene il trapianto singolo di polmone sia possibile per altre condizioni, gli individui affetti da fibrosi cistica devono sostituire entrambi i polmoni poiché il polmone rimanente può contenere batteri che possono infettare il polmone trapiantato. Un trapianto di pancreas o di fegato può essere eseguita nello stesso momento, al fine di alleviare i deficit epatici e/o il diabete. Il trapianto polmonare viene consigliato quando la funzionalità polmonare declina al punto in cui viene richiesta l'assistenza di dispositivi meccanici o la sopravvivenza del paziente viene minacciata.

### Altri aspetti

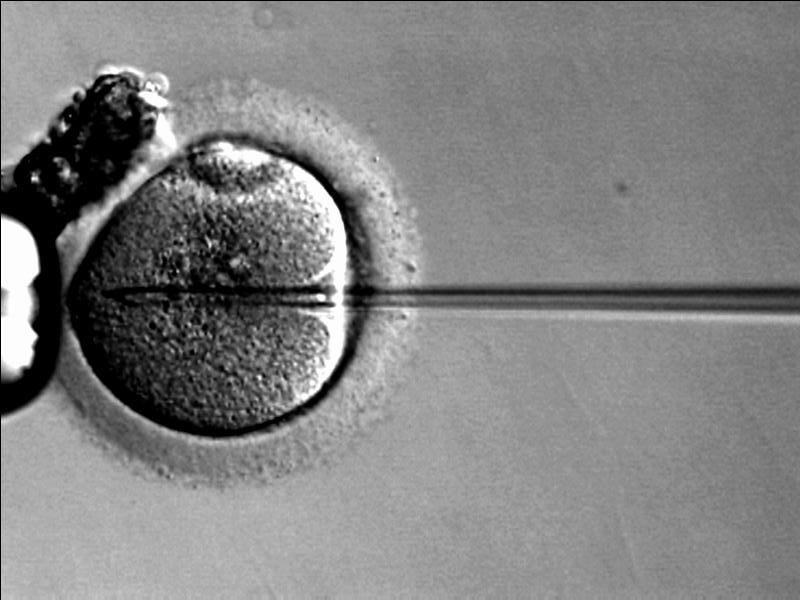
L'iniezione intracitoplasmatica dello spermatozoo può essere utilizzata per ovviare all'infertilità degli uomini con fibrosi cistica.

I neonati con ostruzione intestinale richiedono un intervento chirurgico, mentre agli adulti con sindrome da ostruzione intestinale distale non viene proposto. Il trattamento dell'insufficienza pancreatica, mediante sostituzione dei mancanti enzimi digestivi nel duodeno, consente di assorbire correttamente le sostanze nutritive e le vitamine che altrimenti andrebbero perse nelle feci.
Il diabete è la complicanza non-polmonare più frequente nei casi di fibrosi cistica. Viene riconosciuto come una entità distinta, e presenta caratteristiche miste del tipo 1 e del tipo 2. Nonostante siano utilizzati farmaci orali contro il diabete, l'unico trattamento raccomandato consiste in iniezioni di insulina o l'uso di una pompa di insulina. A differenza del diabete classico, non vengono raccomandate restrizioni nella dieta.
Lo sviluppo di osteoporosi può essere prevenuto con l'aumento dell'assunzione di vitamina D e di calcio. I pazienti possono essere trattati anche con bifosfonati, anche se gli effetti negativi possono rappresentare un problema. Le difficoltà nella crescita possono essere evitate grazie all'inserimento di un sondino per l'alimentazione al fine di aumentare il numero di calorie introdotte, oppure si può ricorrere alla somministrazione dell'ormone della crescita.
Infezioni dei seni paranasali sono trattate con cicli prolungati di antibiotici. Lo sviluppo di polipi nasali può seriamente limitare il flusso d'aria attraverso il naso, e col tempo ridurre il senso dell'odore. Per alleviare l'ostruzione nasale e per limitare ulteriori infezioni si fa spesso ricorso alla chirurgia per la correzione dei seni. Per diminuire l'infiammazione nasale possono essere prescritti steroidi come il fluticasone.
L'infertilità nella donna può essere superata grazie alle tecniche di riproduzione assistita, in particolare grazie al trasferimento embrionale. L'infertilità maschile causata dall'assenza dei vasi deferenti può essere ovviata con l'estrazione testicolare dello sperma (TEST) Se il campione raccolto contiene un numero troppo ridotto di spermatozooi per avere sufficienti chance di una fecondazione spontanea, si può ricorrere all'iniezione intracitoplasmatica dello spermatozoo.

## Vantaggio a favore dell'eterozigote
Trattandosi di una malattia autosomica recessiva, gli individui affetti da FC devono presentare un genotipo aa (dove "a" è l'allele recessivo). Gli eterozigoti avranno invece un genotipo Aa e non risulteranno essere affetti dalla malattia: tra l'altro in condizione di eterozigosi la presenza di un solo allele recessivo rende questi individui immuni dagli effetti della febbre tifoide. Questo fenomeno prende il nome di vantaggio a favore dell'eterozigote e spiega perché la frequenza dei portatori della mutazione sia così elevata (1 persona su 25).
Se invece l'individuo eredita da ciascun genitore un allele mutato per la FC ma con diverse mutazioni, in quel caso si parlerà di eterozigote composito e manifesterà la malattia.
Inoltre la patologia presenta manifestazioni cliniche variabili; questo in parte dipende dall'ambiente, in parte dipende dall'influsso o meno dei geni modificatori, una particolare classe di geni che può amplificare o ridurre i danni provocati dalla mutazione, portando gli individui con le stesse mutazioni ad avere sintomi e storie cliniche molto diversi fra loro.